# Jorge Ferrío
Pour les articles homonymes, voir Ferrio.
Ferrío  Luque est un nom espagnol. Le premier nom de famille, en général paternel, est Ferrío ; le second, en général maternel, souvent omis, est Luque.
Jorge Ferrío Luque est un coureur cycliste espagnol né le 24 août 1976 à Madrid. Passé professionnel en 2002, il compte trois victoires à son palmarès. Il termina 17e du Tour d'Espagne 2004, avec plusieurs places d'honneur, notamment sur les étapes de montagne (cinquième à l'Alto de Aitana, septième à La Covatilla).

## Palmarès

### Palmarès amateur
- 1997
  - 3e du championnat d'Espagne sur route espoirs
- 1999
  - 2e étape de la Bizkaiko Bira (es)
  - 5e étape du Tour d'Ávila
  - 1re étape du Tour du Portugal de l'Avenir
  - 2e de la Leintz Bailarari Itzulia
- 2000
  - Mémorial Luis Muñoz
  - 3e étape du Tour de Salamanque
  - 3e du Tour d'Ávila
- 2001
  - Classement général du Tour de Salamanque

### Palmarès professionnel
- 2004
  - Clásica a los Puertos
  - 10e du Tour du Pays basque
- 2005
  - 2e étape du Tour de La Rioja
  - 5e étape du Tour du Portugal
  - 2e du GP Llodio

## Résultats sur le Tour d'Espagne
3 participations
- 2002 : 49e
- 2003 : 57e
- 2004 : 17e

## Classements mondiaux
| Année           | 2005 | 2006 | 2007 |
| --------------- | ---- | ---- | ---- |
| UCI Europe Tour | 54e  | 460e | 607e |